# 拓跋石侯
廣陽哀王拓跋石侯（?—?），中國南北朝時期北魏太武帝拓跋燾第五子廣陽王拓跋建之長子、景穆帝拓跋晃及南安隱王拓跋余之侄兒。
正平元年（451年）其父拓跋建由楚王改封廣陽王。隔年興安元年（452年）十一月，拓跋建過世，諡號「簡」。
拓跋石侯襲其父爵。其後逝世諡號「哀」。其子元遺興襲爵為廣陽王。